# Resolutie 1470 Veiligheidsraad Verenigde Naties
Resolutie 1470 van de Veiligheidsraad van de Verenigde Naties werd unaniem door de VN-Veiligheidsraad aangenomen op 28 maart 2003.

## Achtergrond
In Sierra Leone waren al jarenlang etnische spanningen tussen verschillende bevolkingsgroepen. In 1978 werd het een eenpartijstaat met een regering die gekenmerkt werd door corruptie en wanbeheer van onder meer de belangrijke diamantmijnen. Intussen was in buurland Liberia al een bloedige burgeroorlog aan de gang, en in 1991 braken ook in Sierra Leone vijandelijkheden uit. In de volgende jaren kwamen twee junta's aan de macht, waarvan vooral de laatste een schrikbewind voerde. Zij werden eind 1998 met behulp van buitenlandse troepen verjaagd, maar begonnen begin 1999 een bloedige terreurcampagne. Pas in 2002 legden ze de wapens neer.

## Inhoud

### Waarnemingen
Men was bezorgd om de nog steeds fragiele situatie in de regio rond de Mano-rivier en in het
bijzonder het conflict in Liberia en de gevolgen voor diens buurlanden, zoals Ivoorkust. Ook in
Sierra Leone bleef de toestand fragiel en moesten politie en leger gesterkt worden. Ook moest het
gezag van de staat er over heel het land, en vooral over de diamantregio's, uitgebreid worden.

### Handelingen
Het mandaat van de UNAMSIL-vredesmacht werd vanaf 30 maart met zes maanden uitgebreid. Die macht
moest fase 2 van het mandaat afronden en zo snel mogelijk fase 3 aanvatten. Verder werd in het kader van
UNAMSIL een VN-politiemacht ontplooid in Sierra Leone om die van het land zelf bij te staan.
Intussen werd bij de presidenten van de regio aangedrongen de dialoog te hervatten om regionale vrede tot
stand te brengen. Men was voorts bezorgd om de instabiliteit op de grens tussen Sierra Leone en Liberia,
vanwaaruit gewapende groepen het land binnendrongen.

## Verwante resoluties
- Resolutie 1436 Veiligheidsraad Verenigde Naties (2002)
- Resolutie 1446 Veiligheidsraad Verenigde Naties (2002)
- Resolutie 1492 Veiligheidsraad Verenigde Naties
- Resolutie 1508 Veiligheidsraad Verenigde Naties

Lijst ·  1455 ·  1456 ·  1457 ·  1458 ·  1459 ·  1460 ·  1461 ·  1462 ·  1463 ·  1464 ·  1465 ·  1466 ·  1467 ·  1468 ·  1469 ·  1470 ·  1471 ·  1472 ·  1473 ·  1474 ·  1475 ·  1476 ·  1477 ·  1478 ·  1479 ·  1480 ·  1481 ·  1482 ·  1483 ·  1484 ·  1485 ·  1486 ·  1487 ·  1488 ·  1489 ·  1490 ·  1491 ·  1492 ·  1493 ·  1494 ·  1495 ·  1496 ·  1497 ·  1498 ·  1499 ·  1500 ·  1501 ·  1502 ·  1503 ·  1504 ·  1505 ·  1506 ·  1507 ·  1508 ·  1509 ·  1510 ·  1511 ·  1512 ·  1513 ·  1514 ·  1515 ·  1516 ·  1517 ·  1518 ·  1519 ·  1520 ·  1521